# Supercell
Supercell — компания, занимающаяся разработкой игр для мобильных устройств. Основана 14 мая 2010 года в Хельсинки, Финляндия. Главный исполнительный директор — Илкка Паананен.

## Бизнес-модель
Supercell фокусируется на разработке бесплатных игр, которые приносят прибыль за счёт внутриигровых микроплатежей. Цель компании — сосредоточиться на успешных играх, которые остаются популярными в течение многих лет. Основное внимание было уделено не доходам, а принципу «просто разработайте что-то классное, что понравится пользователям». Разработка игр сосредоточена вокруг «ячеек» из пяти-семи человек, которые вначале генерируют идею и получают первоначальную оценку генерального директора Паананена. Впоследствии команда реализует идею в игру, которую тестируют остальные сотрудники компании, за которым следует тестирование в канадском App Store; если в Канаде игра была принята хорошо, следующим шагом будет глобальный выпуск проекта для других стран. Успешные неудачи также отмечаются сотрудниками. Одной из игр, которая была отменена на ранней стадии разработки, была Battle Buddies, которая также получила хорошие оценки на тестовом рынке, но количество игроков в ней было слишком мало. Окончательное решение об отмене проекта принимает сама команда разработчиков.

## История

### Предыстория
Компания Supercell была основана Илккой Паананеном и Микко Кодисойей, ранее работавших в мобильной игровой компании Sumea. Кодисойя был одним из основателей Sumea в 1999 году, Илкка Паананен был принят на работу в качестве генерального директора компании в 2000 году. В 2004 году Sumea приобрела компания American Digital Chocolate, разместив в Финляндии свою европейскую штаб-квартиру. Паананен стал управляющим американской компании в Европе, Кодисойя сохранил должность креативного директора. В 2010 году оба покинули компанию.
Паананен вначале работал в финансовой компании Lifeline Ventures, но затем решил стать предпринимателем. В 2010 году он, Кодисойя, Петри Стурман, Ласси Леппинен (главный программист в Sumea и Digital Chocolate), Виса Форстен и Нико Дером основали в Нииттюкумпу, районе города Эспоо, свою игровую компанию, в которой руководители не должны были вмешиваться в работу разработчиков игр. Кодисойя и Паананен инвестировали в новую компанию 250 000 евро из своих сбережений, сделанных за время работы в Sumea. Кроме того, им удалось получить кредит в размере 400 000 евро от финского агентства по финансированию технологических инноваций Tekes. Ещё одним инвестором стала Lifeline Ventures. Вскоре Supercell привлекла ещё 750 000 евро от нескольких инвесторов, среди которых были London Ventures Partner и Initial Capital.

### Первые игры
Первой игрой Supercell стала MMOG Gunshine, в которую можно было играть в Facebook как на компьютере, используя браузер, так и на мобильных устройствах. Прототип игры был готов через восемь месяцев. В мае 2011 года, после завершения Gunshine, Accel Partners инвестировала 8 млн евро в компанию, а её акционер Кевин Комолли стал членом совета директоров Supercell. На пике популярности в Gunshine играло примерно полмиллиона игроков.
В ноябре 2011 года Supercell отказалась от Gunshine по трём причинам: игра не могла достаточно долго удерживать интерес игроков, в неё было слишком трудно играть, не было мобильной версии. Поняв, что компания не смогла догнать компанию-лидера Facebook-игр Zynga, было решено сосредоточиться на играх для IPad, прекратив уже начатую разработку ещё одной игры для Facebook. Изменение направления развития Supercell не оттолкнуло от неё инвесторов, но Паананену пришлось сделать более подробные отчёты о деятельности компании для инвесторов.
Компания одновременно разработала пять игр. Первой была выпущена Pets vs. Orcs. Она оказалась не очень успешной, после чего была приостановлена разработка игры Tower. В мае 2012 года свет увидела игра Hay Day, ставшая первой игрой Supercell, выпущенной на международном уровне. Hay Day представляла собой симулятор фермы, своего рода видение Supercell успешной игры Zynga Facebook FarmVille. Игра была опубликована в середине лета 2012 года и сразу добилась успеха, из-за чего мощности сервера оказалось недостаточно, чтобы поддерживать всех игроков. За первые четыре месяца Hay Day стала одной из самых прибыльных игр в App Store в США и в течение 2,5 лет была одной из самых прибыльных в мире.

### Clash of Clans и дальнейшие игры
Ведущий продюсер Supercell Лассе Лаухенто (ранее работал в Bloodhouse) и проектный руководитель Ласси Леппинен хотели сделать стратегическую игру, в которую можно было бы просто и приятно играть, используя сенсорный экран. На создание Clash of Clans ушло шесть месяцев. Игра была выпущена в августе 2012 года. За три месяца она стала самым прибыльным приложением в США. Согласно App Annie, в 2013 и 2014 годы Clash of Clans была самой прибыльной мобильной игрой в мире.
Выпустив летом 2012 года Clash of Clans и Hay Day, Supercell не предлагала на рынке новых игр почти два года. Разработка игры Boom Beach началась осенью 2012 года, но выпущена она была только в 2014 году. Новая стратегическая игра была очень успешной в США сразу же после выпуска в марте, но не смогла надолго задержаться на вершине хит-парадов. Тем не менее, благодаря дорогостоящей маркетинговой кампании, начатой Supercell в декабре 2014 года, Boom Beach смогла войти топ-30 самых скачиваемых приложений для iPhone, а в 2015 году превзошла Hay Day в чартах.
В марте 2016 года Supercell выпустила новую игру — Clash Royale. Clash Royale стала главным «конкурентом» Clash of Clans по популярности, и к 2016 году обошла её, став самой прибыльной. Между выпусками Boom Beach и Clash Royale Supercell прекратила девять игровых проектов, в том числе два в фазе испытания. Один из них, Smash Land, разрабатывала команда из 4-5 человек в течение 10 месяцев. Игра Battle Buddies была изъята из магазина игр из-за плохой монетизации, несмотря на получение положительных отзывов от критиков.
В июне 2017 года Supercell запустила в Канаде игру Brawl Stars. Геймплей игры напоминает геймплей Battle Buddies, но с аналогом сундуков из Clash Royale. Во всём мире игра была выпущена 12 декабря 2018 года. В России же, игра вышла раньше, 8 декабря 2018 года.
Clash of Clans, Hay Day и Boom Beach являются freemium-играми и оказались очень успешными для компании, приносив ей в 2013 году ежедневно доход в среднем по 2,5 млн долл..

### Собственники
Летом 2013 года Supercell начал сотрудничество в области маркетинга с японской GungHo, компании собирались продвигать игры друг друга на своих собственных рынках. В результате Clash of Clans стало одним из самых скачиваемых приложений в Японии. Председатель совета GungHo Тайзо Сон познакомил Паананен со своим братом Масаёси Соном, генеральный директор SoftBank Corporation. Вскоре финнам предложили продать их компанию. Сделка состоялась в октябре 2013 года. SoftBank и GungHo купили 51 % акций Supercell за 1,1 млрд евро, что стало крупнейшей в истории ценой, заплаченной за финскую частную компанию. За шесть месяцев стоимость Supercell утроилась, так как ещё весной того же 2013 года компания продала 16,7 % своих акций за 100 млн евро.
1 июня 2015 года Softbank приобрёл ещё 22,7 % акций SuperCell, доведя свою долю в компании до 73,2 % и став единственным внешним акционером. Илкке Паананену принадлежит 6 % акций, Микко Кодисойе — 5,4 %.
21 июня 2016 года, Tencent, китайский телеком гигант, владеющий WeChat, выкупает контрольный пакет акций Supercell у японцев из SoftBank. Стоимость — 8,57 млрд долларов при оценке компании в 10,2 млрд долларов.

## Региональные ограничения
9 марта 2022 года в связи с вторжением России на Украину компания удалила свои игры из магазинов приложений Google Play и App Store в России и Белоруссии, ограничила приобретение внутриигровых предметов, а также после обновлений закрыла доступ к своим играм игроков из этих стран.

## Игры
| Название                                            | Год  | Доступность | Описание |
| --------------------------------------------------- | ---- | ----------- | --- |
| Gunshine.net (позже переименована в Zombies Online) | 2011 | No          | Первая игра и единственная немобильная игра Supercell. Являлась браузерной игрой, была выпущена в 2011 году. Её серверы были закрыты 30 ноября 2012 года. |
| Pets vs Orcs                                        | 2012 | No          | Pets vs Orcs была первой мобильной игрой компании. В 2012 году её можно было загрузить чуть больше месяца. |
| Battle Buddies                                      | 2012 | No          | Вторая мобильная игра компании, Battle Buddies, была запущена в ряде стран в 2012 году, однако разработка была прекращена позже в том же году. Она была закрыта из-за плохой монетизации, несмотря на положительные отзывы критиков. |
| Hay Day                                             | 2012 | Yes         | 21 июня 2012 года Supercell выпустили Hay Day на iOS и 30 ноября 2013 года на Android. |
| Clash of Clans                                      | 2012 | Yes         | 2 августа 2012 года Supercell выпустили Clash of Clans на iOS и 7 октября 2013 года на Android. |
| Boom Beach                                          | 2014 | Yes         | 26 марта 2014 года Supercell выпустили Boom Beach на iOS и Android. |
| Spooky Pop                                          | 2014 | No          | Spooky Pop был выпущен Supercell в декабре 2014 года, а его поддержка прекращена в марте 2015 года. 9 февраля 2015 года приложение было удалено из канадского App Store. 10 марта 2015 года игра была полностью закрыта. |
| Smash Land                                          | 2015 | No          | Smash Land был запущен в Канаде и Австралии 1 апреля 2015 года. Однако 1 июля того же года Supercell объявили на своём официальном форуме, что решили отменить разработку игры. Smash Land оставался доступным для загрузки до 1 сентября, после чего он был окончательно удалён со всех платформ. |
| Clash Royale                                        | 2016 | Yes         | 4 января 2016 года Supercell запустили Clash Royale на iOS, а 16 февраля 2016 года на Android для Канады, Гонконга, Австралии, Швеции, Норвегии, Дании, Исландии, Финляндии и Новой Зеландии. 2 марта 2016 года Supercell запустили глобальную версию. |
| Brawl Stars                                         | 2018 | Yes         | 14 июня 2017 года Supercell анонсировали Brawl Stars. На следующий день игра была запущена в Канаде. Версия для Android была выпущена 26 июня 2018 года в Канаде, Финляндии, Швеции, Норвегии, Дании, Ирландии, Сингапуре и Малайзии. Глобальная версия была запущена 12 декабря 2018 года. |
| Rush Wars                                           | 2019 | No          | 26 августа 2019 года была запущена бета-версия Rush Wars в Канаде, Австралии и Новой Зеландии. 5 ноября 2019 года стало известно, что разработка Rush Wars будет прекращены. Серверы игры были отключены 30 ноября 2019 года. |
| Hay Day Pop                                         | 2020 | No          | 16 марта 2020 года была запущена бета-версия Hay Day Pop. Игра была доступна в Финляндии, Канаде, Норвегии и других странах. 30 ноября 2020 года Supercell анонсировали, что Hay Day Pop будет закрыта. Игра была отключена 1 февраля 2021 года. |
| Clash Quest                                         | 2021 | No          | 2 апреля 2021 года Supercell анонсировали 3 новые игры, одной из них является Clash Quest. 6 апреля она стала доступной в Финляндии, Швеции, Норвегии, Исландии и Дании на iOS и Android. 6 мая игра стала доступной на Филиппинах. 17 августа 2022 года аккаунт Clash Quest в Твиттере объявил, что разработка игры прекращена. |
| Clash Mini                                          | 2021 | No          | 2 апреля 2021 года Supercell анонсировали 3 новые игры, включая Clash Mini. 8 ноября 2021 года бета-версия игры стала доступна в Финляндии, Швеции, Норвегии, Исландии, Дании и Канаде для iOS и Android. 14 марта 2024 года Supercell объявила о прекращении разработки игры и её закрытии. |
| Clash Heroes                                        | —    | No          | 2 апреля 2021 года Supercell анонсировали 3 новые игры, включая Clash Heroes. 24 июня 2024 года Supercell объявила о прекращении выпуска игры и сообщила, что Project R.I.S.E будет использовать некоторые игровые ассеты и концепты. |
| Everdale                                            | 2021 | No          | 23 августа 2021 года в Канаде, Швейцарии, Великобритании, Скандинавии, Австралии, Новой Зеландии, Сингапуре, Гонконге, Филиппинах и Малайзии была выпущена бета-версия градостроительной мобильной игры. 3 октября 2022 года компания Supercell объявила о прекращении разработки игры. Серверы игры были закрыты 31 октября 2022 года. |
| Boom Beach Frontlines                               | 2022 | No          | Игра во вселенной Boom Beach, созданная компанией Space Ape Games, была запущена в Канаде 19 октября 2021 года. 3 августа 2022 года бета-версия спин-оффа популярной игры Boom Beach выпущена в Австралии, Бельгии, Чехии, Дании, Финляндии, Индонезии, Израиле, Италии, Малайзии, Нидерландах, Новой Зеландии, Норвегии, Филиппинах, Польше, Сингапуре, Швеции, Таиланде, Турции и ОАЭ. 16 января 2023 года Space Ape Games объявила о прекращении разработки игры. Разработка игры была окончена 30 ноября того же года, а серверы были остановлены в январе 2023 года. |
| Squad Busters                                       | 2024 | Yes         | Игра была анонсирована 1 февраля 2023 года. Доступна с 6 февраля 2023 года по 16 февраля 2023 года только на территории Канады для Android и только для отдельных пользователей. 23 апреля 2024 года игра получила софт-лонч в Канаде, Мексике, Норвегии, Дании, Швеции, Финляндии, Испании и Сингапуре. Релиз игры состоялся 29 мая 2024 года. |
| Project R.I.S.E                                     | 2024 |             | После объявления о прекращении разработки Clash Heroes компания Supercell анонсировала Project R.I.S.E — социальную ролевую игру в жанре roguelike, вдохновлённую её мотивами. Это более амбициозный проект во вселенной Clash, который находится на ранней стадии разработки; по состоянию на 2025 год выпущена лишь пре-альфа версия. |
| mo.co                                               | 2025 | Yes         | Mo.co была анонсирована 11 октября 2023 года. Проект был доступен в стадии бета-тестирования с 25 октября 2023 года по 6 ноября 2023 года в США только для Android. 18 марта 2025 года состоялся софт-лонч игры по системе приглашений на iOS и Android. |

## Маркетинг
Во время Super Bowl XLIX в феврале 2015 года Supercell потратила 9 миллионов долларов на 60-секундный рекламный ролик показанный перед 118,5 млн зрителей. По данным The Guardian, реклама Clash of Clans стала одной из самых популярных реклам из всех 61 роликов, показанных на NBC. В рекламном ролике, получившем название «Месть», Лиам Нисон, пародирует своего персонажа из серии фильмов «Заложница», который жаждет мести за то, что случайный игрок уничтожил его деревню. Рекламный ролик набрал в общей сложности 165 млн просмотров на официальном канале игры на YouTube и стал самым просматриваемым роликом на YouTube в 2015 году. Несмотря на успех ролика, Supercell отметила лишь незначительное увеличение количества скачиваний игры после показа рекламы. В 2020 году Supercell сотрудничала с анимационной студией Psyop, создавшей короткометражный фильм Lost & Crowned, который был опубликован 12 сентября 2020 года и получил номинацию на премию «Оскар» в декабре.

## Награды
В 2012 году Supercell была признана лучшей скандинавской стартап-компанией и выбрана в качестве финского разработчика мобильных игр года.
В следующем году Supercell выиграла конкурс Finnish Teknologiakasvattaja 2013 (Technology Educator 2013), и была выбрана в качестве предпринимателя года в сфере разработки программного обеспечения.
В 2014 году научно-консалтинговое агентство T-Media признала Supercell как наиболее уважаемую компанию Финляндии в своём докладе Luottamus&Maine (Trust&Reputation).